# 钱圈水库
钱圈水库是中国天津市滨海新区境内的一座水库，位于马厂碱河上，建于1978年。水库正常库容为1000万立方米，海拔为8米。